# Zdravnik
Zdravník je strokovnjak, ki se poklicno ukvarja s prepoznavo bolezenskih stanj pri ljudeh in zdravljenjem ljudi in je za to posebej usposobljen.